# Rhyothemis fenestrina
Rhyothemis fenestrina é uma espécie de libelinha da família Libellulidae.
Pode ser encontrada nos seguintes países: Angola, Botswana, República do Congo, República Democrática do Congo, Gabão, Gana, Quénia, Libéria, Malawi, Namíbia, Nigéria, Senegal, Serra Leoa, Tanzânia, Uganda, Zâmbia e possivelmente em Burundi.
Os seus habitats naturais são: pântanos, lagos de água doce intermitentes, marismas de água doce e marismas intermitentes de água doce.